# Mahasti Shahrokhi
Mahasti Shahrokhi (persan : مهستی شاهرخی), née en 1956 à Malayer, est une romancière, poète, journaliste et critique littéraire iranienne.

## Biographie
Mahasti Shahrokhi, diplômée de la faculté des beaux-arts de l'Université de Téhéran, émigre en France en 1984. Elle a soutenu une thèse à la Sorbonne.

## Œuvres
- The Other Voices International poetry Anthology[1]
- Another Sea, Another Shore, Interlink World Fiction
- Shaban Nikou (persan : شبان نیکو, Suède, Baran Publishing
- A Shawl as Long as the Silk Road (persan : شالی به دارازای جاده ی ابریشم, Shali Be Deraza-ye Jadeh-ye Abrisham, Suède, Baran Publishing, 1999
- === MA PATRIE ? MES CHAUSSURES ! === Témoignages poétiques
- Adaptation française du persan par Valérie Alis-Salamanca Mahasti Shahrokhiéditions Harmattan,  (ISBN 978-2-343-07325-5) • décembre 2015 • 126 pages